# 대한민국의 세계유산

대한민국의 세계유산은 세계유산의 등록기준 조건을 충족하여 세계유산위원회를 거쳐 등재된 대한민국의 세계유산(문화유산 · 자연유산 · 복합유산)을 말한다.
유네스코 세계유산은 유네스코에서 인류의 소중한 문화 및 자연 유산을 보호하기 위해 지정한 것으로, 1972년 11월 제17차 정기 총회에서 채택된 "세계 문화 및 자연 유산 보호 협약"에 근거한다. 세계유산 목록은 세계유산 위원회가 전담하며, 세계유산은 인류 보편적이며 역사적으로 중요한 가치를 가지는 문화유산과 지구의 역사를 나타내고 있는 자연유산, 그리고 이들의 성격을 합한 복합유산으로 구분된다.
대한민국은 1950년 6월 14일 유네스코에 가입하였으며, 1995년 석굴암과 불국사, 해인사 장경판전, 종묘가 문화유산으로 등록되었고, 2007년 제주 화산섬과 용암 동굴이 자연유산으로 등록된 이래 14건의 문화유산과 2건의 자연유산을 보유하고 있다.

## 목록

### 문화유산
| No. | 사진                      | 등록명                           | 소재지 | 등록년도 | 등록기준      | 유네스코 지정번호 | 비고 |
| 1   |                           | 석굴암과 불국사                  | 경상북도 경주시 | 1995년   | (ⅰ), (ⅳ)      | 736               | |
| 2   |                           | 해인사 장경판전                  | 경상남도 합천군 | 1995년   | (ⅳ), (ⅵ)      | 737               | |
| 3   | 종묘 정전                 | 종묘                             | 서울특별시 종로구 | 1995년   | (ⅳ)           | 738               | |
| 4   | 창덕궁 인정전             | 창덕궁                           | 서울특별시 종로구 | 1997년   | (ⅱ), (ⅲ), (ⅳ) | 816               | |
| 5   |                           | 화성                             | 경기도 수원시 | 1997년   | (ⅱ), (ⅲ)      | 817               | |
| 6   | 경주 동궁과 월지          | 경주역사유적지구                 | 경상북도 경주시 | 2000년   | (ⅱ), (ⅲ)      | 976               | - 월성지구 - 황룡사지구 - 산성지구 - 남산지구 - 대릉원지구                                                                               |
| 7   | 강화의 고인돌             | 고창 · 화순 · 강화의 고인돌 유적 | 전북특별자치도 고창군 전라남도 화순군 인천광역시 강화군                                                                                 | 2000년   | (ⅲ)           | 977               | |
| 8   | 건원릉                    | 조선왕릉                         | 서울특별시 경기도 강원특별자치도 | 2009년   | (ⅲ), (ⅳ), (ⅵ) | 1319              | |
| 9   | 하회마을                  | 한국의 역사마을 : 하회와 양동    | 경상북도 안동시 경상북도 경주시 | 2010년   | (ⅲ), (ⅳ)      | 1324              | |
| 10  |                           | 남한산성                         | 경기도 광주시 | 2014년   | (ⅱ), (ⅳ)      | 1439              | |
| 11  | 무령왕릉 익산 미륵사지    | 백제역사유적지구                 | 충청남도 공주시 충청남도 부여군 전북특별자치도 익산시                                                                                   | 2015년   | (ⅱ), (ⅲ)      | 1477              | 공주시 - 공산성 - 무령왕릉과 왕릉원 부여군 - 관북리 유적 - 부소산성 - 정림사지 - 부여 왕릉원 - 부여 나성 익산시 - 왕궁리 유적 - 미륵사지 |
| 12  | 법주사                    | 산사, 한국의 산지승원            | 경상남도 양산시 경상북도 영주시 경상북도 안동시 충청북도 보은군 충청남도 공주시 전라남도 순천시 전라남도 해남군                         | 2018년   | (ⅲ)           | 1562              | |
| 13  | 도산서원                  | 한국의 서원                      | 경상북도 영주시 경상남도 함양군 경상북도 경주시 경상북도 안동시 전라남도 장성군 대구광역시 달성군 전북특별자치도 정읍시 충청남도 논산시 | 2019년   | (ⅲ)           | 1498              | |
| 14  | 창녕 교동과 송현동 고분군 | 가야고분군                       | 경상남도 김해시 경상남도 함안군 경상남도 합천군 경상북도 고령군 경상남도 고성군 전북특별자치도 남원시 경상남도 창녕군                   | 2023년   | (ⅲ)           | 1666              | |
| 15  | 울주 천전리 명문과 암각화 | 반구천의 암각화                  | 울산광역시 울주군 | 2025년   | (i)·(ⅲ)       | 1740              | |

### 자연유산
| No. | 사진                       | 등록명                  | 소재지                                                                                | 등록년도 | 등록기준 | 유네스코 지정번호 | 비고 |
| 1   | 한라산 용천동굴 성산일출봉 | 제주 화산섬과 용암 동굴 | 제주특별자치도                                                                        | 2007년   | (ⅶ), (ⅷ) | 1264              |      |
| 2   | 고창 갯벌                  | 한국의 갯벌             | 충청남도 서천군 전북특별자치도 고창군 전라남도 신안군 전라남도 보성군 전라남도 순천시 | 2021년   | (ⅹ)      | 1591              |      |

## 지역별 분포
대한민국에는 현재 서울특별시, 대구광역시, 인천광역시, 울산광역시, 경기도, 강원특별자치도, 충청북도, 충청남도, 전북특별자치도, 전라남도, 경상북도, 경상남도, 제주특별자치도에 최소 1곳 이상의 세계유산이 위치하고 있다.

## 같이 보기
- 세계유산
- 아시아의 세계유산
- 조선민주주의인민공화국의 세계유산
- 대한민국의 세계유산 잠정목록
- 인류무형문화유산
- 아시아와 오세아니아의 세계기록유산